# Hasarius scylax
Hasarius scylax är en spindelart som beskrevs av Tord Tamerlan Teodor Thorell 1892. Hasarius scylax ingår i släktet Hasarius och familjen hoppspindlar. Inga underarter finns listade i Catalogue of Life.